# 天主教施南教区
天主教施南教區（拉丁語：Dioecesis Scenanensis，又稱為：恩施教區）是是羅馬天主教在中國湖北省西南部設立的一個教區，屬於漢口教省。

## 概況
1946年4月11日，聖座在中國設立聖統制，施南宗座代牧區升格為施南教區，屬於漢口教省。
1950年，施南教區信徒人數為7,844人、81個堂區、13位司鐸、3位修士和22位修女。教座位於湖北省恩施市。教區自成立後一直處於教座出缺狀態，曾在1946年至1950年間由宜昌教區主教顧學德出任宗座署理。

## 歷史
1938年6月14日，從宜昌宗座代牧區分設施南宗座代牧區，由國籍司鐸負責管理，首任宗座代牧為胡若翰神父。可惜，胡若翰神父未能舉行晉牧和就任前，便在1942年11月10日去世。宗座代牧區又由宜昌宗座代牧區比利時籍方濟會會士代管。
1946年4月11日，聖座在中國設立聖統制，施南宗座代牧區升格為施南教區，屬於漢口教省。同時，任命宜昌教區主教顧學德出任宗座署理。
1949年10月1日，中國共產黨在中國大陸地區建立中華人民共和國，並開始針對天主教進行宗教迫害及打壓，教會已經無法正常功能。1950年11月18日，宗座署理顧學德主教在宜昌去世，教區自此一直處於教座出缺狀態。
1966年至1979年文化大革命期間，所有宗教活動停止。
2000年，中國天主教愛國會未經聖座准許，擅自將漢口教省的施南教區與改名後的沙市教區合併，重組成立荊州教區。

## 歷任主教

### 施南宗座代牧
- 胡若翰神父（1940年2月13日-1942年11月10日）[3]
- 教座從缺（1942年-1946年）

### 施南主教
- 教座從缺（1946年-現在）
  - 宗座署理顧學德主教, O.F.M.（1946年4月11日-1950年11月1日）：比利時籍[4]